# 茨城県立山方商業高等学校
茨城県立山方商業高等学校（いばらきけんりつ やまがたしょうぎょうこうとうがっこう）は、茨城県常陸大宮市野上に所在した商業高等学校。

## 設置学科
- 商業科

## 所在地
- 〒319-3114 茨城県常陸大宮市野上806-2

## 沿革
- 1969年10月 - 茨城県立学校設置条例の一部改正により、茨城県立山方商業高等学校の設置を告示
- 1970年4月 - 茨城県立山方商業高等学校開校
- 2010年4月 - 茨城県立常陸大宮高等学校と茨城県立山方商業高等学校が統合して（新）茨城県立常陸大宮高等学校開校。茨城県立山方商業高等学校は生徒募集を停止
- 2012年3月31日 - 閉校。（跡地は校舎が取り壊され太陽光発電所に転用されている）